# Pont Alexandre III
Pont Alexandre III (česky Most Alexandra III.) je silniční most přes řeku Seinu v Paříži. Spojuje 8. obvod na pravém břehu a 7. obvod na levém. Most nese jméno ruského cara Alexandra III. jako výraz rusko-francouzského spojenectví. Most je od roku 1975 zařazen mezi historické památky.

## Historie
V roce 1824 se na místě dnešní stavby začal stavět visutý most, který však nebyl pro technické komplikace dokončen a byl odstraněn. Myšlenka na vybudování současného mostu vznikla u příležitosti podepsání smlouvy o spojenectví mezi ruským carem Alexandrem III. a francouzským prezidentem Sadi Carnotem. Základní kámen mostu byl položen 7. října 1896 za účasti cara Mikuláše II. (syna Alexandra III.) a stavba byla dokončena v roce 1900 u příležitosti světové výstavy. V letech 1997-1998 prošel most celkovou rekonstrukcí.

## Architektura a výzdoba
Most má jeden oblouk přes řeku o rozpětí 107,50 m a na každém nábřeží dva kamenné oblouky. Je vystavěn z ocele, jeho celková délka činí 160 metrů, šířka pak 40 metrů. Přes velké rozpětí dosahuje oblouk jen malé výšky, takže vytváří enormní horizontální tlak. Proto byl most na koncích vybaven masivními opěrami. Ty představují čtyři sloupy vysoké 17 m zdobené na vrcholcích pozlacenými sochami.
Architekty mostu byli Joseph Marie Cassien-Bernard a Gaston Cousin, stavba byla svěřena inženýrům Jeanu Résalovi a Amédée Albymu. Na secesní výzdobě se rovněž podílelo mnoho umělců: Georges Récipon, Emmanuel Frémiet, Jules Félix Coutan, Henri Désiré Gauquié, Grandzlin, Pierre Granet, Alfred Lenoir, Laurent Honoré Marqueste, André Massoule, Gustave Michel, Léopold Morice, Abel Poulin a Clément Steiner.
Sloupy, nesoucí zatížení mostu, jsou zdobeny tematicky a na jejich vrcholcích se nacházejí alegorické sochy:
- pravý břeh proti proudu: socha La renommée des arts (Pověst umění), téma Francie středověká
- pravý břeh po proudu: socha La renommée de l'agriculture (Pověst zemědělství), téma Francie renesanční, na tomto sloupu je vyryt nápis o slavnostním otevření mostu a světové výstavy 14. dubna 1900
- levý břeh proti proudu: socha La renommée au combat (Pověst boje), téma Francie Ludvíka XIV.
- levý břeh po proudu: socha La renommée de la guerre (Pověst války), téma Francie moderní

Samotný most je dále vyzdoben na krajích skupinami lvů vedených dětmi, přímo na mostě se nacházejí další alegorická sousoší z bronzu nebo mědi představující např. čtyři génie s rybami a korýši, nymfu Něvy s Ruskem a nymfu Seiny s Paříží.

## Galerie

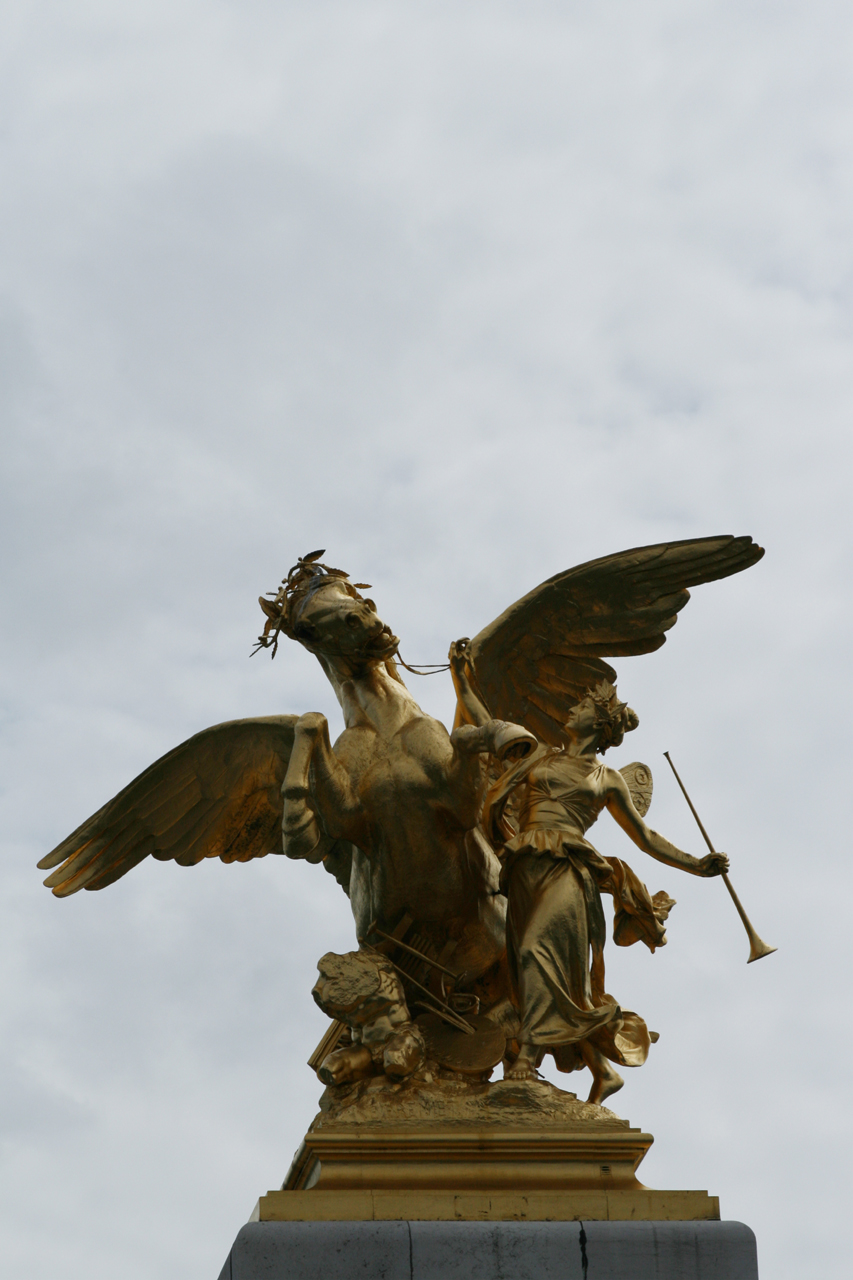
La renommée des arts
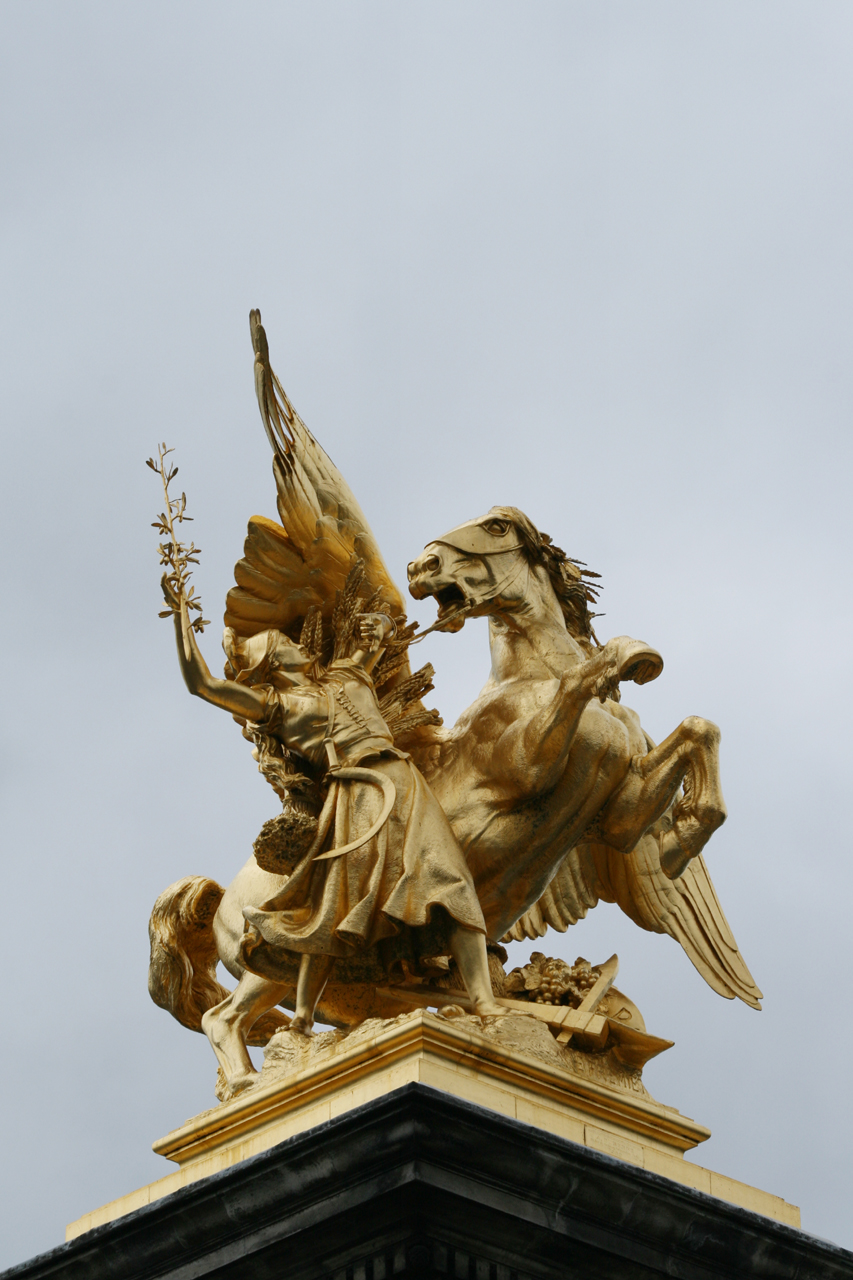
La renommée de l'agriculture
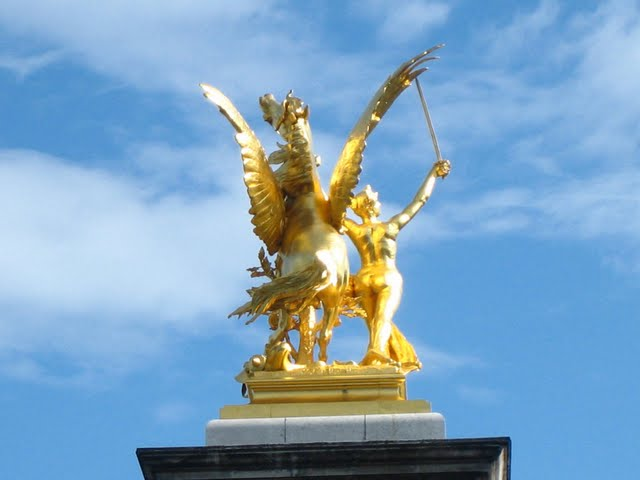
La renommée de la guerre
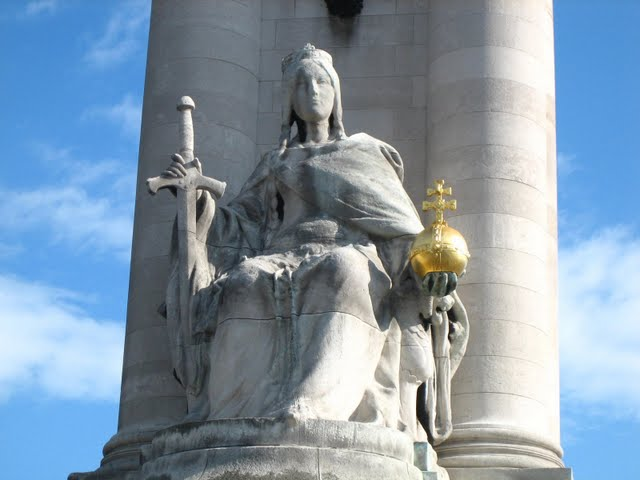
Výzdoba sloupu na pravém břehu proti proudu
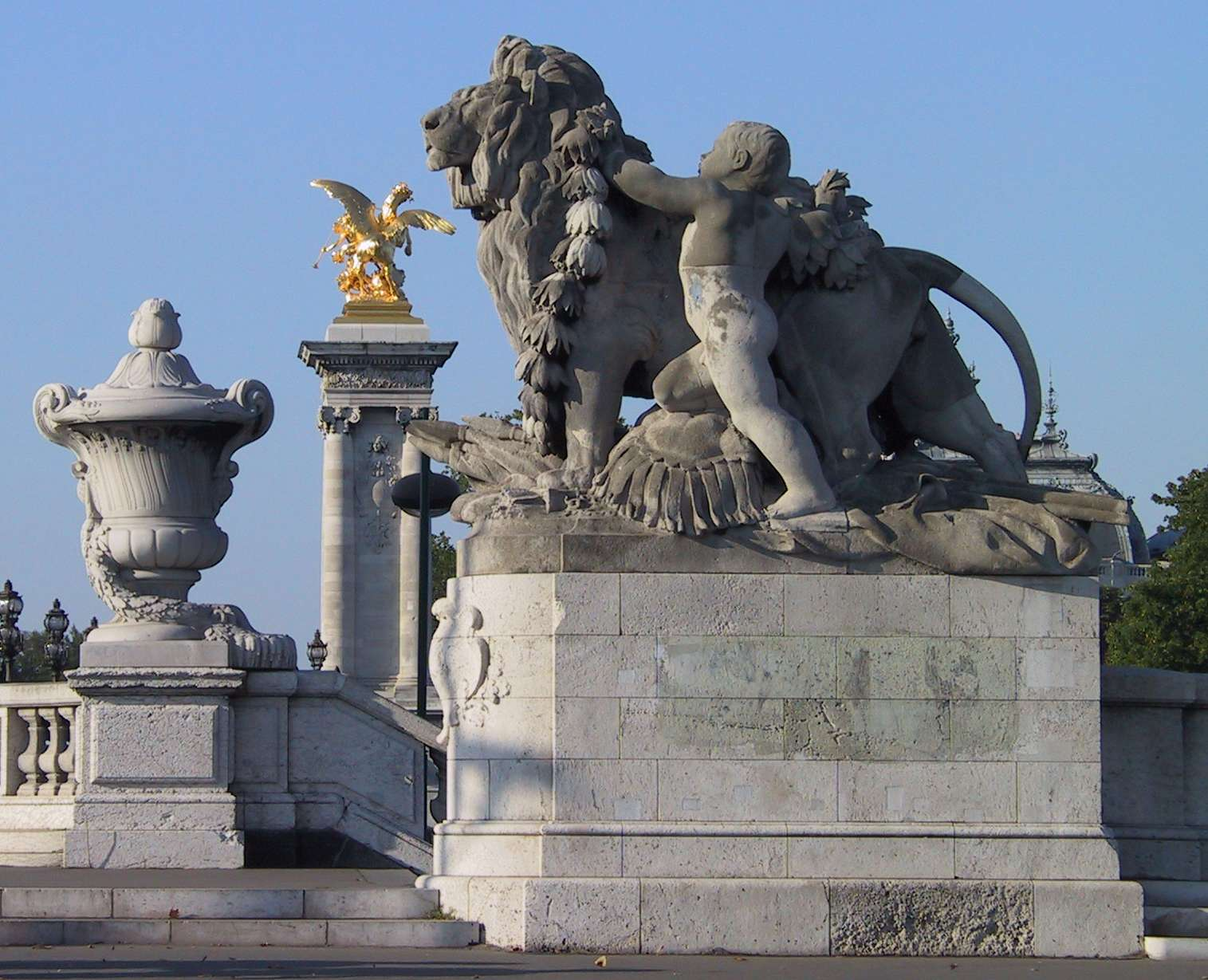
Lvi s dětmi
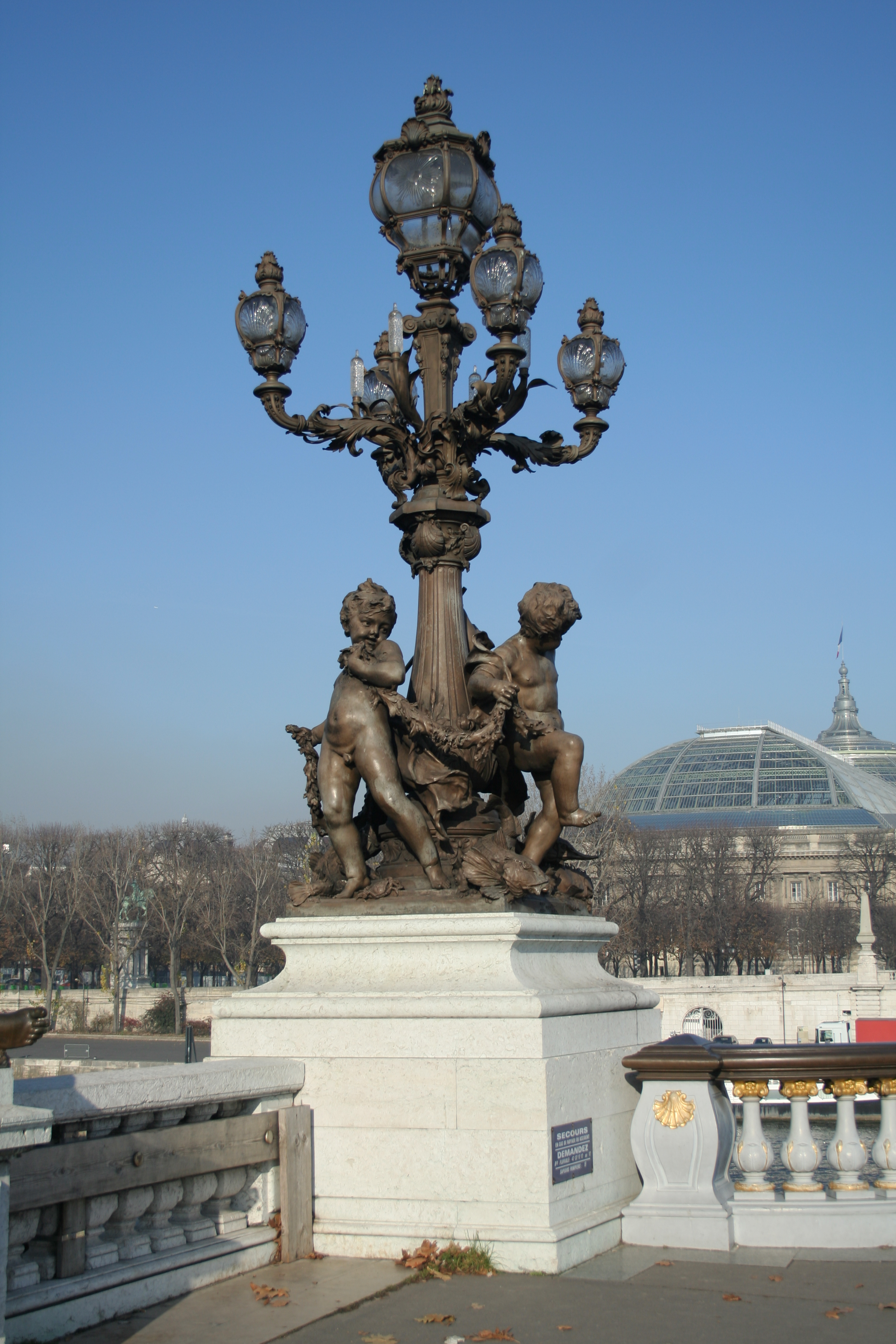
Lampa veřejného osvětlení
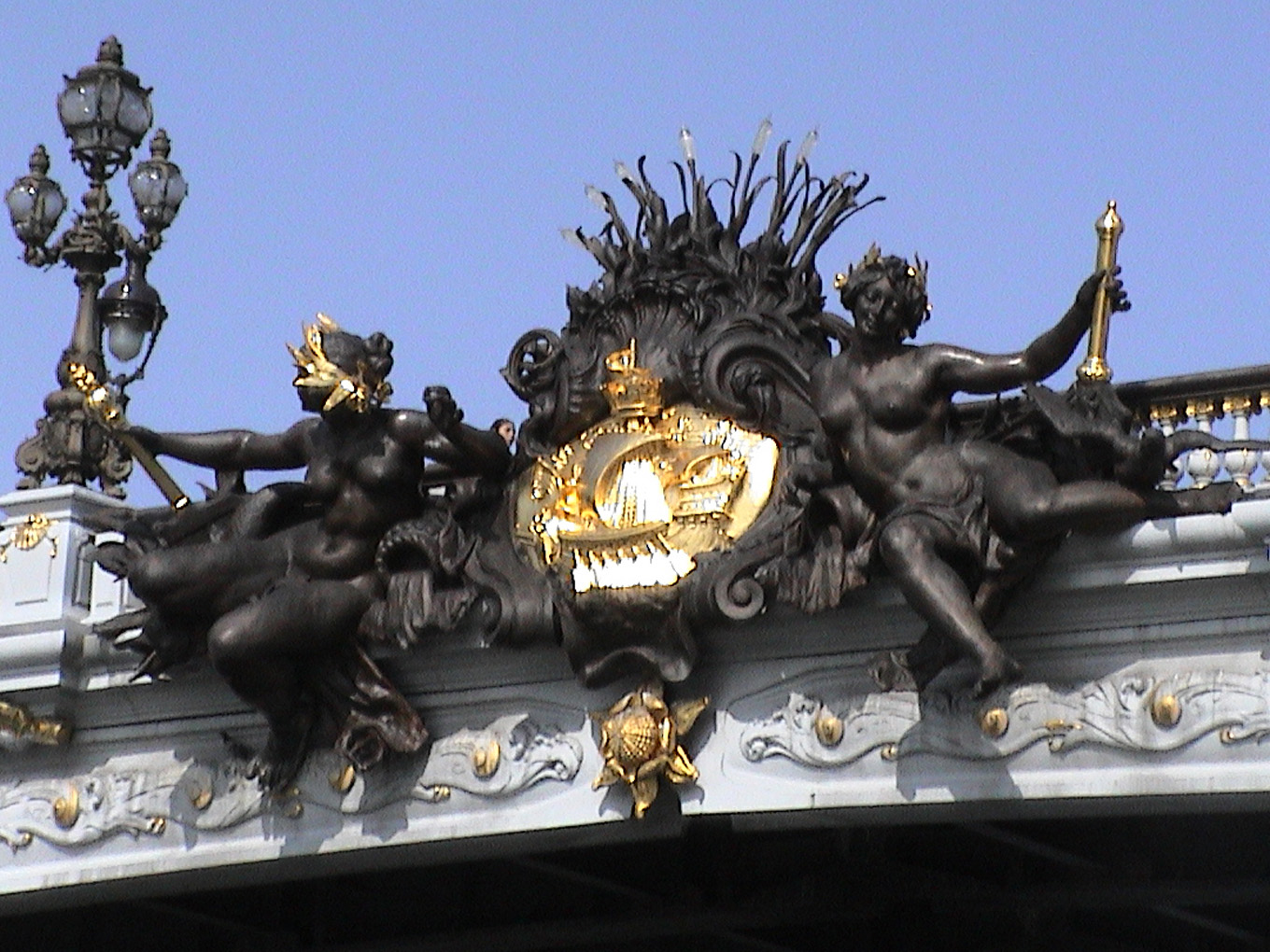
Nymfa Seiny s Paříží
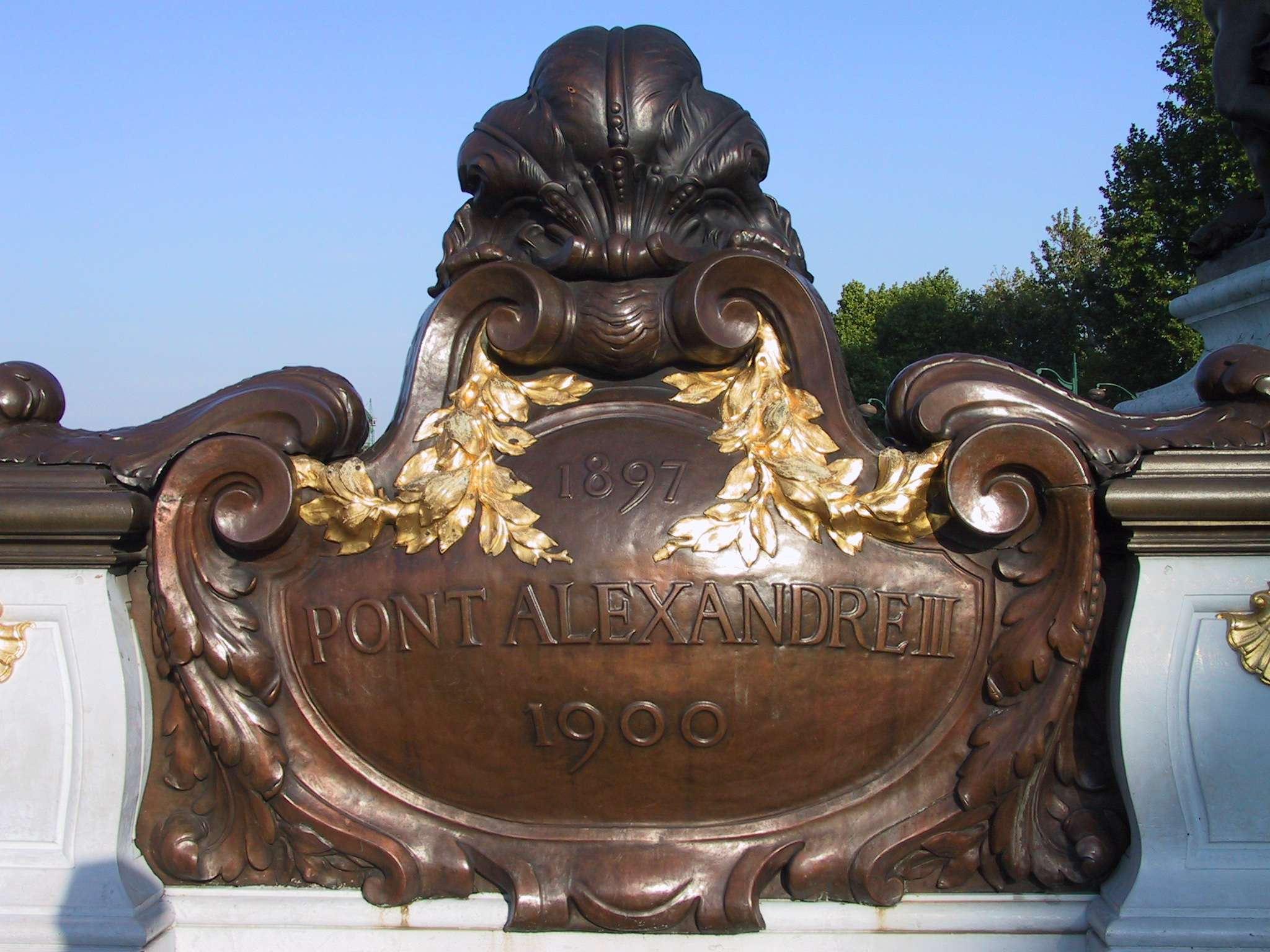
Deska s názvem mostu
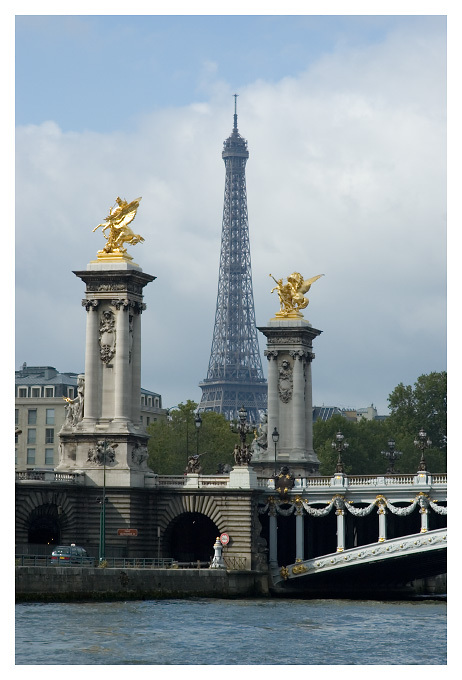
Most s Eiffelovou věží
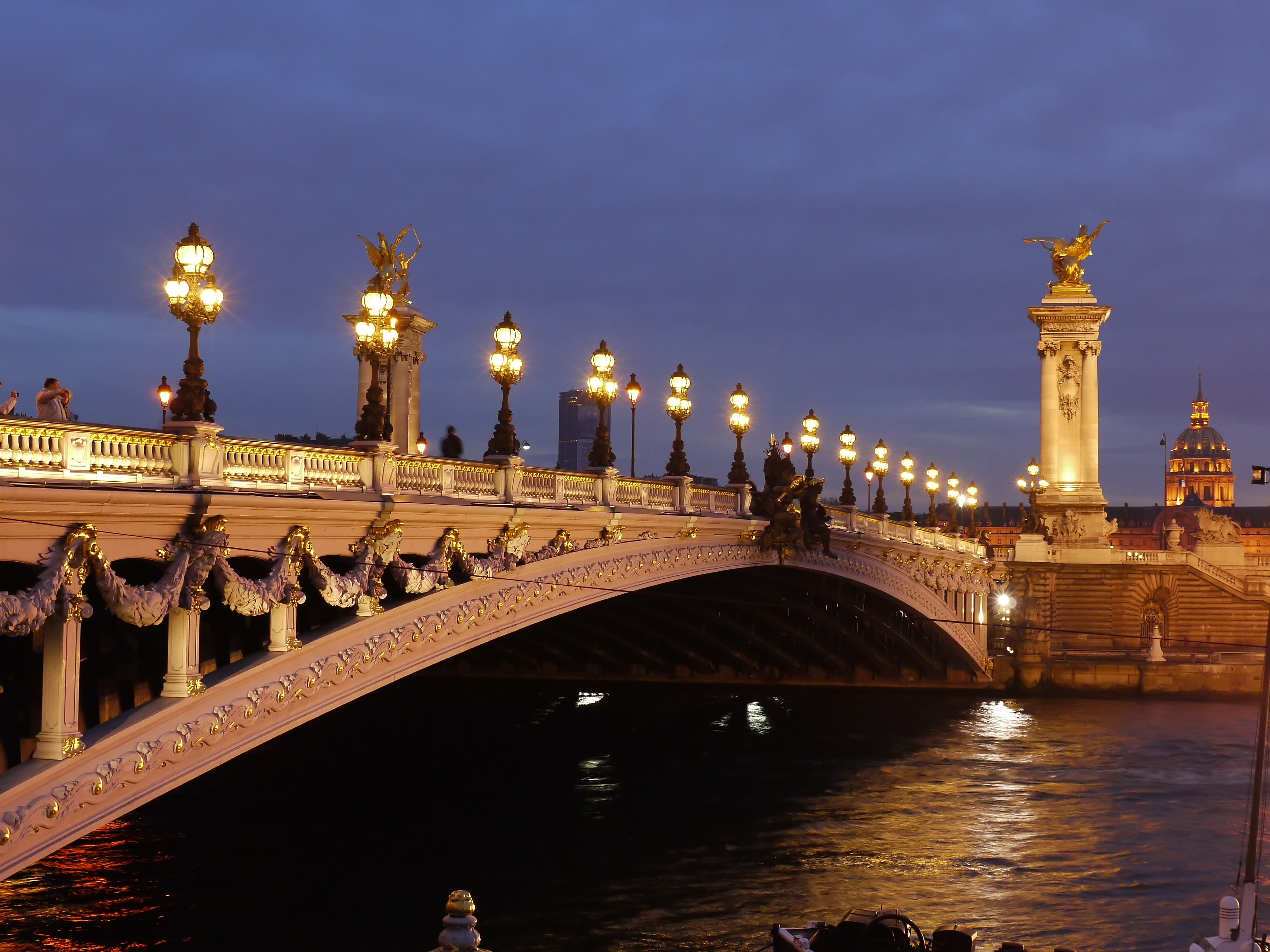
Most s nočním osvětlením
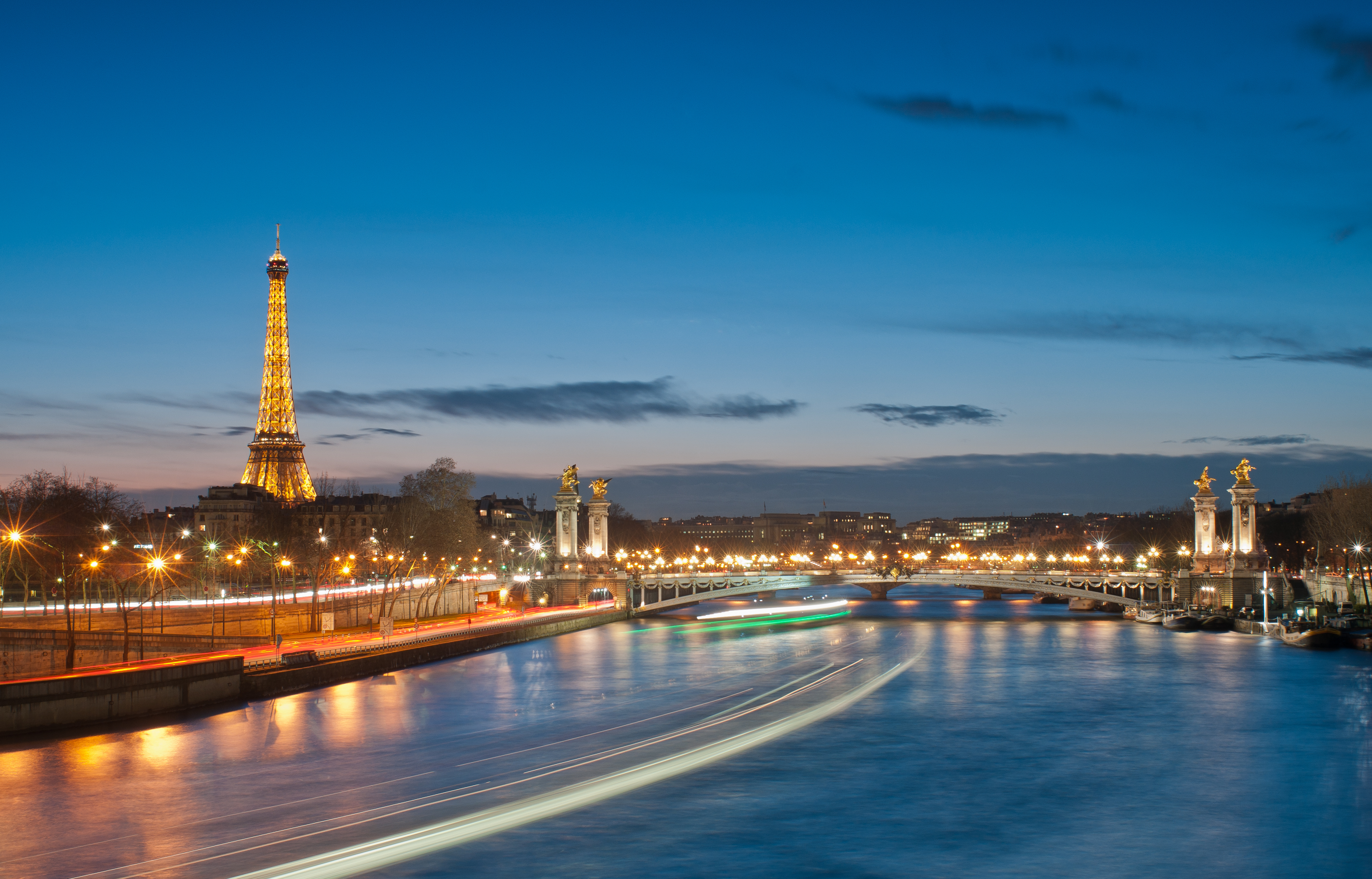
Noční snímek s Eifelovou věží